# UUCP
UUCP é o acrónimo de Unix to Unix Copy Protocol. É simultaneamente um programa e um protocolo.
Este é um protocolo de transferência de arquivos primitivo, muito usado na era pré-internet em sistemas de correio eletrônico, onde os servidores se conectavam à rede via modem. Como neste caso as conexões eram muito caras, principalmente por que muitas vezes era necessário discar separadamente para vários computadores diferentes, muitos situados em outros países, a conexão não era contínua, como na Internet de hoje.
Ao invés disto, todos os e-mails, transferências de arquivos, etc. eram agendados e tudo era sincronizado numa certa periodicidade. Se o servidor da sua universidade sincronizasse uma vez por dia por exemplo e você precisasse de um arquivo de um servidor de FTP por exemplo, você daria o comando para baixar o arquivo e no dia seguinte ele estaria na sua pasta de utilizador. Com isto, os custos são reduzidos para um nível razoável, já que é gasto apenas o tempo necessário para transmitir os arquivos.
A NASA utiliza um sistema semelhante (um pouco mais avançado naturalmente) nas suas sondas, já que a enorme distância torna as transferências de dados muito lentas e instáveis. Além disso, a latência de uma sonda na órbita de Marte por exemplo é de quase uma hora.